# Salem (Dakota del Sur)
Salem es una ciudad situada en el condado de McCook, Dakota del Sur, Estados Unidos. Tiene una población estimada, a mediados de 2023, de 1335 habitantes.
Es la sede del condado.

## Geografía
La localidad está ubicada en las coordenadas 43°43′22″N 97°23′22″O / 43.72278, -97.38944. Según la Oficina del Censo, tiene una superficie de 3.24 km², correspondientes en su totalidad a tierra firme.

## Demografía
Según el censo de 2020, en ese momento había 1325 personas residiendo en la localidad. La densidad de población era de 408.95 hab./km². El 92.0% de los habitantes eran blancos, el 0.2% eran afroamericanos, el 0.9% eran amerindios, el 0.1% era asiático, el 2.0% eran de otras razas y el 4.8% eran de una mezcla de razas. Del total de la población, el 4.5% eran hispanos o latinos de cualquier raza.